# Comuna Miloșești, Ialomița
Miloșești este o comună în județul Ialomița, Muntenia, România, formată din satele Miloșești (reședința), Nicolești și Tovărășia.

## Așezare
Comuna se află în partea central-nordică a județului, la limita cu județele Brăila și Buzău. Este traversată de șoseaua națională DN2C, care leagă Slobozia de Buzău. La Miloșești, din această șosea se ramifică șoseaua județeană DJ102H, care duce spre vest la Reviga, Cocora, Grindu, apoi mai departe în județul Buzău la Glodeanu-Siliștea, Glodeanu Sărat (unde se intersectează cu DN2) și mai departe în județul Prahova la Mizil (unde se termină în DN1B).

## Demografie
Componența etnică a comunei Miloșești
     Români (93,23%)
     Alte etnii (0%)
     Necunoscută (6,77%)
Componența confesională a comunei Miloșești
     Ortodocși (92,48%)
     Alte religii (0,56%)
     Necunoscută (6,96%)
Conform recensământului efectuat în 2021, populația comunei Miloșești se ridică la 2.127 de locuitori, în scădere față de recensământul anterior din 2011, când fuseseră înregistrați 2.735 de locuitori. Majoritatea locuitorilor sunt români (93,23%), iar pentru 6,77% nu se cunoaște apartenența etnică. Din punct de vedere confesional, majoritatea locuitorilor sunt ortodocși (92,48%), iar pentru 6,96% nu se cunoaște apartenența confesională.

## Politică și administrație
Comuna Miloșești este administrată de un primar și un consiliu local compus din 11 consilieri. Primarul, Dumitru Trifu[*], de la Partidul Social Democrat, este în funcție din octombrie 2020. Începând cu alegerile locale din 2024, consiliul local are următoarea componență pe partide politice:
|  | Partid                   | Consilieri | Componența Consiliului | Componența Consiliului | Componența Consiliului | Componența Consiliului | Componența Consiliului | Componența Consiliului | Componența Consiliului | Componența Consiliului | Componența Consiliului |
|  | ------------------------ | ---------- | ---------------------- | ---------------------- | ---------------------- | ---------------------- | ---------------------- | ---------------------- | ---------------------- | ---------------------- | ---------------------- |
|  | Partidul Social Democrat | 9          |                        |                        |                        |                        |                        |                        |                        |                        |                        |
|  | Uniunea Salvați România  | 1          |                        |                        |                        |                        |                        |                        |                        |                        |                        |
|  | Partidul S.O.S. România  | 1          |                        |                        |                        |                        |                        |                        |                        |                        |                        |

## Istorie
La sfârșitul secolului al XIX-lea, comuna făcea parte din plasa Ialomița-Balta a județului Ialomița, și avea în compunere satele Miloșești, Nicolești și Pastrama, cu o populație totală de 1207 locuitori. În comună funcționau o biserică și două școli primare mixte cu 52 de elevi (dintre care 15 fete).
Anuarul Socec din 1925 consemnează comuna în plasa Slobozia a aceluiași județ, având o populație de 1195 de locuitori. În 1931, comuna avea în compunere satele Miloșești, Nicolești și Regina Maria.
În 1950, comuna a trecut în administrarea raionului Slobozia din regiunea Ialomița și apoi (după 1952) din regiunea București. În 1968, comuna a revenit la județul Ialomița, reînființat; ea are de atunci în compunere satele Miloșești, Nicolești și Tovărășia.

## Personalități născute aici
- Vasile Poenaru (n. 1955), scriitor.
- Doina Furcoi (n. 1945), fostă handbalistă de performanță.
- Nedelcu Lixeanu (1880 - 1916), învățător, sublocotenent, erou al Primului Război Mondial